# Alonso Arias de Villasinda
Alonso Arias de Villasinda (Valencia de Don Juan, Corona de Castilla, España, finales del siglo XV - El Tocuyo, Venezuela, 1557) fue un licenciado y conquistador español del siglo XVI. Ocupó los cargos de juez de residencia y gobernador de la provincia de Venezuela.

## Biografía
Fue corregidor en León y oidor en el Consejo de Castilla. Al ser designado gobernador de la provincia de Venezuela, viajó a Coro, donde llegó en julio de 1553. Marchó luego a El Tocuyo y a Nueva Segovia (Barquisimeto). Dirigió el sometimiento de los indios jiraharas y nirguas.
Arias de Villasinda ordenó a su pariente Alonso Díaz Moreno para que fundara una ciudad cercana al lago de Tacarigua. Así surgió Nueva Valencia del Rey.
Arias de Villasinda murió en El Tocuyo en 1557.

## Matrimonio y descendencia
Su primera esposa fue Catalina Cabeza de Vaca, con quien tuvo un hijo de nombre Alonso Arias Vaca, futuro gobernador de la provincia de Venezuela. Posteriormente, Arias de Villasinda se casó con Beatriz Valdés, quien le dio una hija llamada María Arias de Valdés.